# Битам (футбольный клуб)
«Битам» — габонский футбольный клуб из Битама. Выступает в Чемпионате Габона. Домашние матчи проводит на стадионе Стад-Гастон-Пейрилле, вмещающем 7 000 зрителей. Фан-клуб болельщиков насчитываем 20 000 человек.
Клуб пробился в высший дивизион по итогам 1998 года, когда занял первое место на чемпионате провинции Волё-Нтем. В 1999 году завоевал Кубок Габона, затем в 2003 и 2010 годах выигрывал как национальный чемпионат, так и кубок. Последней победой на высшем уровне стал чемпионский титул 2013 года.
Благодаря национальному титулу, трижды играл в Лиге чемпионов КАФ, однако дальше первого раунда пройти не смог. В единственном выступлении в Кубка обладателей кубков КАФ также вылетел в первом раунде.

## Достижения
- Чемпионат Габона по футболу: 3

2003, 2010, 2013.
- Кубок Габона: 3

1999, 2003, 2010.

## Международные соревнования
- Лига чемпионов КАФ: 3

2004 — Первый раунд
2011 — Первый раунд
2014 — Предварительный раунд
- Кубок обладателей кубков КАФ: 1

2000 — Первый раунд